# Wiktor Pniewski
Wiktor Pniewski (ur. 5 grudnia 1891 w Kłecku, zm. 13 sierpnia 1974 w Koźminie) – pułkownik pilot Wojska Polskiego, uczestnik powstania wielkopolskiego, organizator lotnictwa powstańczego na terenie Wielkopolski, żołnierz Polski Sił Zbrojnych na Zachodzie, uczestnik walk we Francji i Wielkiej Brytanii okresu II wojny światowej. Kawaler Orderu Virtuti Militari.

## Życiorys
Syn urzędnika pocztowego Stanisława i Anny. Uczył się w Poznaniu. Od 1906 w czasie nauki w Szkole Handlowej, należał do koła Towarzystwa Tomasza Zana. Od 1910 pracował w Poznaniu jako drogerzysta. Powołany został do odbycia służby wojskowej w armii niemieckiej w październiku 1911 w 9 Pułku Huzarów w Strasburgu. Zdobył kwalifikacje lotnika obserwatora. Przeniesiono go do 4 Baonu Lotniczego, jako pomocnika mechanika w grudniu 1913.

### I wojna światowa
Brał udział w walkach w I wojnie światowej. W okresie od października 1916 do 1 czerwca 1917 szkolił się w Szkole Lotniczej w Koszalinie, którą ukończył w stopniu sierżanta z tytułem pilota. Skierowany na front zachodni. W sierpniu 1918 kontuzjowany. Po wyleczeniu ran, w październiku 1918 skierowany do Stacji Lotniczej na Ławicy. Od listopada 1918 był członkiem POW i organizował komórkę w swojej jednostce. Do działalności konspiracyjnej razem z kolegą sierż. pilotem Józefem Mańczakiem wciągnął 5 pilotów, 2 obserwatorów i 32 mechaników lotniczych. W czasie rozpoczętej rewolucji w Niemczech został wybrany do Rady Robotniczej i Żołnierskiej.

### II Rzeczpospolita
Od końca grudnia 1918 uczestniczył w walkach w powstaniu wielkopolskim. 4 stycznia 1919 brał udział w bitwie o Ławicę, zakończonej opanowaniem lotniska 5 i 6 stycznia. Powstańcy przejęli ponad 100 samolotów, ok. 300 balonów obserwacyjnych i zeppelinów, zapas bomb lotniczych, 20 ckm, amunicję do ckm, kilkadziesiąt silników lotniczych i inny sprzęt lotniczy. Później oszacowano zdobyte uzbrojenie i sprzęt na 160–200 mln marek niemieckich. Niektórzy historycy uważają, iż był to największej wartości łup wojenny w dziejach Polski, większy nawet niż ten zdobyty w bitwach pod Grunwaldem i pod Wiedniem. Wcześniej nie dopuścili do wywozu samolotów i innego sprzętu lotniczego do Frankfurtu n. Odrą. Został pierwszym komendantem Stacji Lotniczej na Ławicy. W skład Stacji weszły 4 kompanie: 1 kompania lotnicza, 2 kompania warsztatowa, 3 kompania wartownicza, 4 kompania rekrucka. Już 7 stycznia brał udział razem z kolegami w demonstracyjnych lotach nad Poznaniem, na 6 samolotach wywiadowczych LVG C.V Ludność Poznania z entuzjazmem wyległa na ulicę miasta i wiwatowała na cześć polskich lotników z armii powstańczej.
9 stycznia 1919 powstańcy wielkopolscy pod dowództwem Pniewskiego mieli rzekomo dokonać nalotu odwetowego z lotniska Ławica na lotnisko wojskowe w prawobrzeżnej części Frankfurtu nad Odrą (tak wg książki Kazimierza Sławińskiego Ławica – poznańskie lotnisko z 1975 r. oraz publikacji powołujących się na tę książkę). Informacji tych nigdy nie potwierdziły ani Centralne Archiwum Wojskowe ani Instytut Pamięci Narodowej. Mit o rzekomym nalocie zdementowały Muzeum Powstania Wielkopolskiego w Poznaniu i Towarzystwo Historyczne we Frankfurcie nad Odrą. Według najnowszych ustaleń naukowych, m.in. dra Mariusza Niestrawskiego (autora książki Polskie wojska lotnicze w okresie walk o granice Państwa Polskiego (1918–1921) z 2017 r.) i dra Marka Rezlera (współautora Encyklopedii powstania wielkopolskiego z 2018 r.) jest to jedynie legenda i do rzekomego nalotu nigdy nie doszło. Pniewski faktycznie był jednym ze zdobywców lotniska wojskowego Ławica pod Poznaniem i zatelegrafował do Frankfurtu, grożąc Niemcom nalotem odwetowym, jeśli nie zaprzestaną wrogich działań. Wbrew słowom Sławińskiego, groźby nalotu odwetowego jednak nigdy nie spełniono, a sam Pniewski nie pisał o nim we wspomnieniach. W żadnym z zachowanych polskich czy niemieckich raportów wojskowych z 1919 r. nie ma ani jednej wzmianki o rzekomym nalocie na lotnisko wojskowe we Frankfurcie nad Odrą, a także żadna polska czy niemiecka gazeta sprzed 1975 r. nie wspominała o takim zdarzeniu. W PRL-owskich źródłach pisano o rzekomym wzięciu sześciu 25-kilowych bomb (czyli razem 150 kg), mimo że udźwig samolotów LVG C.V wynosi połowę mniej.
Na przełomie stycznia i lutego formował 1 lotniczą eskadrę wielkopolską (zwana też 1 Wielkopolską eskadrą polną), a 15 lutego objął jej dowództwo. Wspierał z powietrza w marcu 1920 Armię Wielkopolską walczącą pod Lwowem.
7 czerwca wrócił z eskadrą do Poznania. Od 16 czerwca z eskadrą walczył na Froncie Wielkopolskim, działając z lotniska Wojnowice pod Bukiem. Skierowany z eskadrą 6 września 1919 na Front Litewsko-Białoruski. W styczniu 1920 powrócił z frontu do Poznania i objął dowództwo Stacji Lotniczej Ławica. W lutym sformował Zapasowy Dyon Lotniczy, obejmując jego dowództwo. Awansowany do stopnia kapitana 1 czerwca 1920. W działaniach wojennych 1920 dowodził Dyonem Zapasowym. Za czyny na polach walk w wojnie polsko-bolszewickiej odznaczony Orderem Virtuti Militari V klasy.
6 marca 1922 wyznaczony na zastępcę dowódcy Centralnej Składnicy Lotniczej w Warszawie. Od lutego do czerwca 1925 był słuchaczem Kursu doskonalącego dla oficerów sztabowych w Rembertowie i kursu kwatermistrzowskiego przy Wyższej Szkole Wojennej.
W 1925 został przeniesiony do 3 pułku lotniczego w Poznaniu na stanowisko oficera taktycznego pułku. 12 kwietnia 1927 został mianowany majorem ze starszeństwem z dniem 1 stycznia 1927 i 5. lokatą w korpusie oficerów lotnictwa. 26 marca 1931 został przesunięty ze stanowiska kwatermistrza pułku na stanowisko dowódcy dywizjonu. W 1932 został przeniesiony do 6 pułku lotniczego we Lwowie na stanowisko komendanta Bazy. W 1935 został komendantem Centrum Wyszkolenia Lotnictwa nr 1 w Dęblinie. 27 czerwca 1935 roku mianowany podpułkownikiem ze starszeństwem z dniem 1 stycznia 1935 i 4. lokatą w korpusie oficerów aeronautycznych. W 1936 przeniesiony do Kierownictwa Zaopatrzenia Lotnictwa w Warszawie na stanowisko zastępcy kierownika do spraw zaopatrzenia. W 1937, po utworzeniu korpusu oficerów lotnictwa, został zaliczony do grupy technicznej.

### II wojna światowa
W czasie kampanii wrześniowej 1939 przez Rumunię dotarł do Francji, gdzie dowodził Eskadrą Oficerską. W czerwcu 1940 organizował ewakuację do Wielkiej Brytanii. Wstąpił do RAF, otrzymał numer służbowy P-0588. Został tam mianowany komendantem Obozu Żołnierskiego Polskich Sił Powietrznych w RAF Dunholme Lodge, 1940–1947).

### Lata powojenne
W 1947 wrócił do Polski i został zweryfikowany w stopniu pułkownika. Po powrocie do kraju był m.in. dowódcą 7 pułku lotnictwa bombowego, szefem Wydziału Wojskowego w Państwowym Instytucie Hydrologiczno-Meteorologicznym. Na emeryturę przeszedł 18 sierpnia 1952. Od 1952 do 1968 był cywilnym pracownikiem tego instytutu. Był członkiem Klubu Seniorów Lotnictwa przy Aeroklubie PRL. Zmarł 13 sierpnia 1974 w Koźminie. Spoczywa na cmentarzu parafii św. Jana Chrzciciela w Rozdrażewie.

## Ordery i odznaczenia
- Krzyż Srebrny Orderu Wojskowego Virtuti Militari nr 1136[19] – 8 kwietnia 1921 „za walki z niemcami w Poznańskiem”[20][21]
- Krzyż Niepodległości (20 lipca 1932)[22]
- Krzyż Oficerski Orderu Odrodzenia Polski
- Krzyż Kawalerski Orderu Odrodzenia Polski[23]
- Złoty Krzyż Zasługi (10 listopada 1928)[24]
- Wielkopolski Krzyż Powstańczy (24 stycznia 1958)[25]
- Krzyż Oficerski Orderu Korony Rumunii (Rumunia, 7 września 1923)[26]
- włoska Odznaka Pilota (1929)[27]

## Upamiętnienie
5 września 2009 w Kłecku odsłonięto obelisk poświęcony pamięci płk. Wiktora Pniewskiego. W kwietniu 2019 imię płk. pil. Wiktora Pniewskiego otrzymała 33 Baza Lotnictwa Transportowego.